# Krevnatka úhoří
Krevnatka úhoří (Anguillicola crassus) je parazitická hlístice, která parazituje v plynových měchýřích úhořů. Původním konečným hostitelem je úhoř japonský, ale ve 2. polovině 20. století se rozšířila i na úhoře říčního a amerického. Jako mezihostitelé slouží planktonní organismy a jiné, menší druhy ryb.